# Watkins, Minnesota
Watkins là một thành phố thuộc quận Meeker, tiểu bang Minnesota, Hoa Kỳ. Năm 2010, dân số của thành phố này là 962 người.

## Dân số
- Dân số năm 2000: 880 người.
- Dân số năm 2010: 962 người.